# The Birds of America
The Birds of America (As Aves da América em língua portuguesa) é um livro de ilustrações de John James Audubon dedicado ao tema das aves da América do Norte. A primeira edição foi feita num esquema de fascículos entregues por subscrição ao longo de doze anos. Apesar do preço exorbitante, a obra foi muito popular na sociedade vitoriana, apaixonada pelo mundo natural. O rei Jorge IV do Reino Unido foi um dos subscritores e um fã incondicional da arte de Audubon.
The Birds of America era composto de 435 estampas com 99 cm x 66 cm, organizadas em quatro volumes publicados entre 1827 e 1838. Cada estampa foi pintada à mão pelo próprio Audubon e representava uma espécie de ave em dimensões naturais. Esta escolha de usar a escala 1:1 obrigou a que as maiores espécies fossem representadas em posições estranhas, que coubessem na dimensão da página. A coleção de aquarelas era acompanhada por um volume de texto intitulado Ornithological Biographies, de autoria do ornitólogo William MacGillivray, que continha a descrição das várias espécies. A qualidade do trabalho artístico e de impressão da primeira edição elevaram o preço da colecção a cerca de 1000 dólares americanos, uma fortuna para a época. Foram produzidos apenas 200 exemplares, a maioria dos quais incompletos. 
Após o fim da primeira série, em 1838, Audubon procurou formas de tornar o seu livro mais acessível à classe média e recorreu então a uma oficina de litografia de Filadélfia. Esta nova edição saiu em 1844 e era uma cópia da primeira, mas como as ilustrações não eram originais de Audubon, a entrega foi mais rápida e o preço mais convidativo. Foram editados 1199 exemplares. 

## Algumas estampas

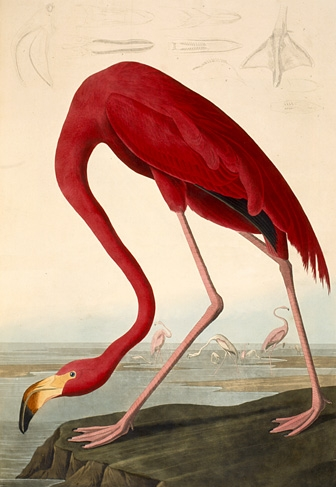
Flamingo-americano
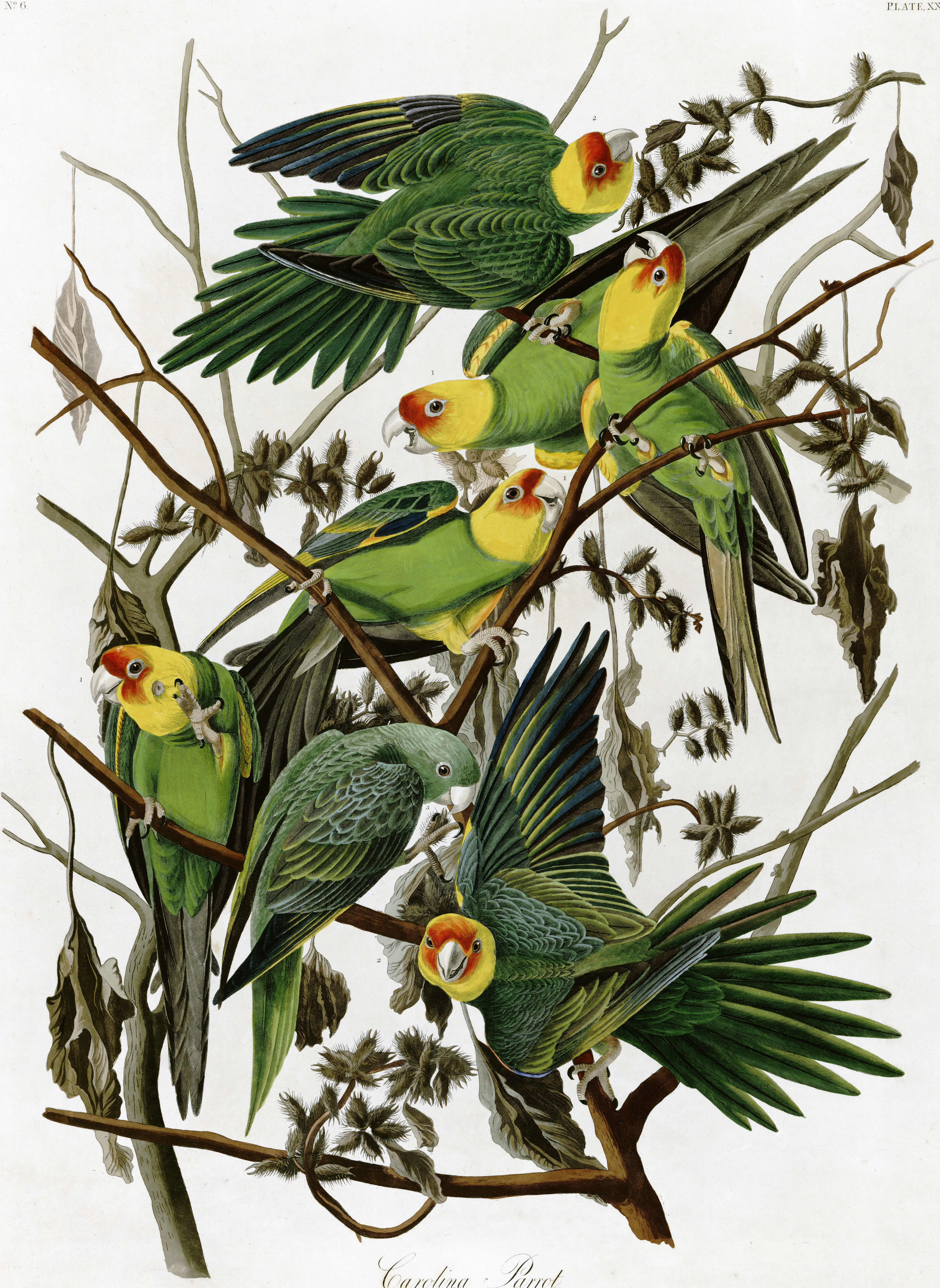
Periquito-da-carolina
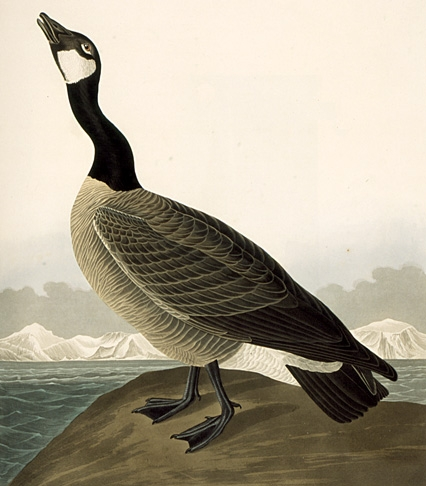
Ganso-do-canadá
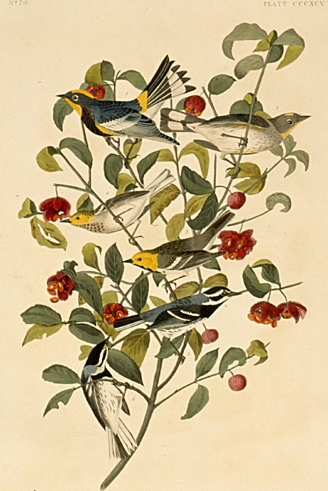
Mariquitas

(por gabriel p magalhaes)